# 70/30 Productions
70/30 Productions was een Amerikaanse animatiestudio uit Atlanta, Georgia. Zij zijn de makers van Sealab 2021, Frisky Dingo en diens spin-offserie The Xtacles voor Cartoon Network's Adult Swim.
70/30 werd in 2000 opgericht door Matt Thompson en Adam Reed. De naam van het bedrijf kwam van het plan dat Thompson 70% van de productie en 30% van het schrijven zou doen, terwijl Reed het omgekeerde zou doen.
Begin januari 2009 maakte het productiebedrijf bekend de deuren te sluiten. Na het einde van 70/30 richtte Adam Reed en Matt Thompson Floyd County Productions op in hetzelfde jaar dat 70/30 sloot, een productiebedrijf dat de show Archer voor FX Networks produceert.